# La vita negli oceani
La vita negli oceani (Océans) è un documentario naturalistico del 2009 realizzato dalla Disneynature e codiretto da Jacques Perrin e Jacques Cluzaud.
In precedenza Disneynature aveva acquistato i diritti di distribuzione solo per il Nord America e il Messico, di un altro documentario sugli oceani, intitolato Oceani 3D (OceanWorld 3D nella versione originale britannica), distribuito in Italia dalla Eagle Picture.
Jacques Perrin è noto anche come narratore e produttore di Microcosmos - Il popolo dell'erba del 1996 e come regista de Il popolo migratore, uscito nel 2001. Il documentario a differenza degli altri precedenti documentari prodotti dalla Disneynature è stato distribuito in Italia dalla CG Entertainment in DVD e Blu-ray Disc nel 2013.

## Voce narrante
Nella versione francese la voce narrante è quella di Jacques Perrin, in quella americana è di Pierce Brosnan e in quella italiana di Neri Marcorè.

## Riconoscimenti
- Premi César 2011
  - Miglior documentario